# Elizabeth Kostova
Elizabeth Kostova (Elizabeth Johnston, New London, Connecticut, 26 de diciembre de 1964) es una escritora estadounidense de origen eslovaco, casada con un científico búlgaro con quien tiene tres hijos. Creció en Knoxville (Tennessee), y se graduó en la Universidad Yale; además posee un doctorado en Bellas Artes de la Universidad de Míchigan, 
Es autora de la novela La historiadora (2005), una aventura histórica que narra la búsqueda de Vlad Draculea, El Empalador, a lo largo del siglo XX. Ganó el premio Hopwood por esta novela.
Dio forma a su novela de debut durante diez años, inspirada en las leyendas sobre vampiros que su padre le narraba durante sus viajes por Europa. Esta novela se encuentra traducida a 21 idiomas.
En enero de 2010 publicó su segunda novela llamada: "El rapto del cisne". en donde ocupar como tema el arte para desarrollar su novela, viendo como el protagonista se obsesiona con el desarrollo de la pintura y con un cuadro en particular en el museo.
También en 2017 publica su novela "Tierra de Sombras", que desde una mira artística y musical permite que sus protagonistas vivan la experiencia de los campos de concentración en la Europa del Este, permitiendo que el lector viva junto a ellos esa misma experiencia.

## La historiadora (2005)
La acción se desarrolla en diferentes escenarios: preciosas y antiguas bibliotecas de Estambul, monasterios en Rumanía y pueblos perdidos de Bulgaria. 
Desde cuatro periodos diferentes -décadas de 1930, 1950, el año 1973 y el momento actual de la autora, 2005-, este libro cuenta la historia de una joven que recorre Europa con el fin de averiguar algo acerca de los viajes de su padre desde los años 1950 en adelante. Además, la joven desea averiguar las andanzas del mentor de su progenitor, el profesor Ross, en la década de 1930, para encontrar a su padre, en los años 1970, que ha desaparecido buscando a su madre, de quien apenas sabe nada.